# (17412) Kroll
(17412) Kroll es un asteroide perteneciente al cinturón de asteroides, descubierto el 24 de mayo de 1988 por Werner Landgraf desde el Observatorio de La Silla, Chile.

## Designación y nombre
Designado provisionalmente como 1988 KV. Fue nombrado en honor a Reinhold Kroll, del Instituto de Astrofísica de Canarias, es conocido por sus investigaciones sobre estrellas magnéticas y químicamente peculiares, particularmente por sus observaciones infrarrojas. Fue compañero de estudios del descubridor en la Universidad de Gotinga.

## Características orbitales
Kroll está situado a una distancia media del Sol de 2,407 ua, pudiendo alejarse hasta 2,773 ua y acercarse hasta 2,041 ua. Su excentricidad es 0,152 y la inclinación orbital 5,570 grados. Emplea 1363,75 días en completar una órbita alrededor del Sol.

## Características físicas
La magnitud absoluta de Kroll es 15,16. Tiene 2,844 km de diámetro y su albedo se estima en 0,288.